# Requiem: Avenging Angel
Requiem: Avenging Angel è un videogioco del tipo sparatutto in prima persona sviluppato dalla Cyclone Studios e pubblicato da 3DO e Ubisoft nel 1999.

## Trama
Attorno alla metà del XXI secolo alcuni angeli ribelli, guidati dalla perfida Lilith, scendono sulla Terra. Essi, assunte le sembianze umane, utilizzano i loro poteri celesti per controllare la volontà degli esseri umani. Lo scopo della loro azione è evitare che venga completato il Leviathan, la nave spaziale che dovrebbe consentire all'uomo - creatura imperfetta, corrotta ed egoista - i primi viaggi interstellari alla ricerca di nuovi pianeti da colonizzare. Gli angeli ribelli intendono eliminare la razza umana prima che si propaghi per l'intero universo provocando l'avvento dell'Apocalisse. Il giocatore interpreta l'angelo Malachi, inviato dal Signore per salvare il creato dalla minaccia degli angeli ribelli.

## Modalità di gioco
Malachi, l'angelo protagonista del gioco, dispone di 7 armi da fuoco e 20 poteri sovrannaturali ripartiti fra difensivi, di manovra e di interazione.
Le armi sono:
Pistola: la classica ed essenziale arma da passeggio che tuttavia serve a ben poco nel gioco data la potenza insufficiente per affrontare pure i nemici meno resistenti.
Mitragliatrice: utilizza proiettili della Pistola da 9mm ma con una cadenza di fuoco elevata, dedicata per feroci scontri.
Shotgun: il fucile a pompa adatto per scontri ravvicinati, utilizza solo cartucce.
LanciaGranate: arma balistica che spara una granata verso l'obiettivo; esplode dopo tre secondi, oppure all'impatto con un nemico.
LanciaRazzi: strumento che lancia una granata propulsa da un razzo, quando una granata deve andare a segno subito; dunque esplode solo all'impatto.
Fucile di precisione da cecchino: arma che utilizza proiettili particolari ad alta velocità per colpire da lontano all'istante.
Railgun: avanzato sistema di raggi catodici all'Uranio impoverito che colpisce all'istante e disintegra i nemici di leggera o media massa.
I poteri spirituali sono:
Exorcist: per attacco, il potere di base che permette al giocatore di lanciare il suo Ki (energia spirituale o "qi") verso i nemici per colpirli all'istante ma producendo leggeri danni.
Pentecost: simile al Kamehameha di Goku, l'energia spirituale può essere caricata in maniera graduale ed essere lanciata sotto forma di onda energetica verso il nemico, permettendo di ucciderlo all'istante o di disintegrarlo.
"Pietra focaia" o Brimstone: lancia energia sotto forma di calore rovente arrostendo il nemico.
Sangue bollente: una mossa del giocatore che fa ribollire il sangue nelle vene della vittima che gli sta vicino, provocandogli sofferenza e danni; se questi è robusto non morirà al primo colpo.
Lampo Distruttore: si carica gradualmente con potenza a piacere come per il Pentecost e può colpire nel medesimo istante in cui il giocatore rilascia la sua energia spirituale, ma richiede molta precisione per colpire il bersaglio.
Locust: lancia uno sciame di locuste verso il nemico, mettendolo subito fuori combattimento.
To Salt: trasforma il nemico colpito in polvere salina (NaCl), come per il Lampo Distruttore richiede precisione nell'uso di questo potere.
Attacco Finale: a differenza del Final Flash Attack di Vegeta il giocatore rilascia il suo Ki nel punto in cui si trova, accumula carica sufficiente per esplodere uccidendo tutti intorno compreso il giocatore, ma dà il tempo a quest'ultimo di allontanarsi per limitare o evitare i danni. Solo chi ha un potere spirituale di almeno 150 può sfruttare questo potere d'attacco.
Salute: indicato con un'icona che rappresenta una croce rossa; sfrutta il proprio Ki per far guarire il giocatore dalle ferite da combattimento.
Deflettore: icona dello scudo, con questa tecnica di combattimento il giocatore crea una barriera di colore viola intorno a sé che lo protegge dai colpi vaganti e li devia di 180° gradi esatti conservandone la stessa velocità, in modo da danneggiare colui che ha sparato con la propria arma al giocatore e dura solo 1 secondo.
Luce sacra: icona delle mani, il giocatore converte una minuscola parte del suo Qi per illuminare l'area vicino a sé.
Esilio: mossa utile per liberare facilmente lo psiki (spirito) di un personaggio nel gioco, subito prima che muoia, ma serve anche per stordire demoni o altre creature animalesche presenti nel gioco; potere selezionabile rappresentato dall'icona di un cancello rosso su sfondo nero.
Onda d'urto: simile al Bakuhatsuha di Nappa (socio di Vegeta) ma di intensità di gran lunga inferiore, il giocatore raccoglie il suo ki per produrre un'onda d'urto che si propaga anche nell'aria che ferisce o uccide i nemici.
Sferzata: permette al giocatore di sfruttare la propria energia spirituale per darsi un'accelerata mentre corre e anche per saltare un po' più in alto; quest'abilità è rappresentata da un'icona del piede alato di Mercurio.
Bukujutsu hit (colpo d'ali): letteralmente colpo della danza aerea, il giocatore usa una piccola parte del suo Ki (energia spirituale) per fare un salto elevato per raggiungere posti in cima, e si differenzia dall'abilità del volo dei guerrieri Sayan per il semplice fatto che l'energia spirituale è rilasciata solo per un istante nel momento in cui il giocatore sta a terra; il potere è raffigurato da un'icona di un'ala.
Espansione del tempo (o Warp Time): oppure Salto temporale, simile alla mossa di Guldo della squadra Ginew, rallenta il naturale corso del tempo per pochi secondi ma permettendo al giocatore di muoversi alla stessa velocità di quando non stava usando questo potere; l'icona è quella di un orologio deformato.
Guarigione altrui: con l'icona della croce blu, mossa simile a quella di Dende, Kibith e Majin-Bu (in Dragon Ball) il giocatore sfrutta il proprio potere per donare un po' di energia vitale per click ad altre entità presenti nel gioco sia amici che nemici, ma non funziona coi robot.
Insist: rappresentato dall'icona di un occhio luminescente, questa mossa consente di convincere un nemico a combattere al vostro fianco per un breve periodo di tempo. Si basa sul controllo della mente.
Resurrezione: rappresentato dall'icona di una lapide spaccata, questo potere fa resuscitare un'entità presente nel gioco, dunque va usata quando il personaggio è già defunto ma soltanto una volta, infatti non è possibile far resuscitare due volte lo stesso individuo nel gioco, e la mossa non permette di restituire la vita a corpi non integri (es. senza testa); se viene usato con un nemico, esso combatterà sempre al vostro fianco fin dal momento in cui gli avete ripristinato le funzioni vitali fino al momento in cui esso muore per la seconda volta.
Possessione: simile alla mossa "Sdoppiamento" del capo Ginew in Dragon Ball, questa tecnica fa uscire temporaneamente lo psiki (spirito e mente) dal corpo del giocatore per trasferirlo nel corpo di un nemico sostituendo il suo psiki esistente; il nemico posseduto sarà sotto il vostro controllo per un po', dopodiché lo psiki ritorna nel corpo originale del giocatore, cosa non analoga tuttavia per il corpo del nemico che perderà il suo spirito, e di conseguenza morendo; questa mossa richiede un livello di combattimento di almeno 120 e se usata in modo improprio (tipo per spiare un luogo senza essere visti) danneggia notevolmente l'energia vitale del giocatore; l'icona è quella di una doppia testa.

## Critica
Il gioco è stato valutato 70/100 da PC Gamer (numero 42, giugno 1999).